# Viszló
Viszló è un comune dell'Ungheria di 101 abitanti (dati 2001) . È situato nella contea di Borsod-Abaúj-Zemplén.

## Storia
Nel 1340, era la tenuta di Zalonai Tekus e in seguito divenne parte del feudo di Tornai. Nel 1409, il re Sigismondo concesse la proprietà a Pál Besenyei di Erdegei, il bano croato, e a István Berencsi (Berenchi). Successivamente, fu data in pegno ad Antal Orros di Becskeháza (Rechasa). Era una proprietà situata nella contea di Abaúj.
Nel 1476, Imre Szapolyai (Zapolya), ispán di Szepes, acquistò una parte del villaggio. Nel 1539, il re Ferdinando la concesse come donazione a Gáspár Horváth di Vingárt, il ciambellano reale, nell’ambito del feudo di Tornai. Dopo la sua morte, la proprietà passò a Gáspár Magócsi.
Nel 1569, Viszló fu registrato come villaggio indipendente nel registro delle decime di Abafi. Durante il XVI secolo, appartenne alla famiglia Barius e in seguito divenne una proprietà della famiglia Rákóczi. Metà del villaggio apparteneva al feudo di Tornai, come indicato in una lettera di donazione di Gábor Bethlen.
Nel XVII secolo, la proprietà era nelle mani della famiglia Kátai. Una parte fu data in pegno a Miklós Keglevich e successivamente a Ferenc Bakonyi. Nel 1647, Zsigmond Komjáthy possedeva il villaggio, che fu annesso alla fortezza di Szendrő, diventando così parte della contea di Borsod.
Nel 1662, Miklós Keglevich ricevette una nuova donazione per la sua proprietà, compreso Viszló. Nel documento, il nome fu erroneamente scritto come Vizsoly. Nel 1677, l’imperatore Leopoldo I rilasciò nuovamente la lettera di donazione a Keglevich.
Intorno al 1880, era ancora una proprietà della famiglia Keglevich, ma nello stesso anno il marchese Hippolyt Csáky-Pallavicini ne divenne il proprietario. Nel 1906, le proprietà furono messe all’asta e acquistate dagli agricoltori di Viszló, insieme agli oneri ecclesiastici associati. Si dice che uno dei marchesi della famiglia sia sepolto a Viszló.
Degno di nota è anche Köbli, un'area appartenente al villaggio. La sua storia documentata è ancora più antica di quella di Viszló e fu menzionata per la prima volta nel 1299 con il nome di Kubyli. Tra il 1700 e il 1720, fu un villaggio indipendente.
Nel 1913, il piccolo comune contava 57 case e 349 abitanti su una superficie di 1.930 iugeri catastali. A quel tempo, apparteneva al distretto di Edelény nella contea di Borsod.